# Heinkelgletsjer
De Heinkelgletsjer is een gletsjer in Nationaal park Noordoost-Groenland in het oosten van Groenland.
De gletsjer is vernoemd naar de Heinkel-zeevliegtuigen waarmee in 1932-1933 verkenningsvluchten werden uitgevoerd.

## Geografie
De gletsjer is west-oost georiënteerd en heeft een lengte van meer dan 25 kilometer. Ze mondt in het oosten uit in het uiteinde van de Grandjeanfjord. De gletsjer heeft twee hoofdtakken die onderweg samenkomen.
In het noordoosten ligt het C.H. Ostenfeldland en in het zuidoosten het Th. Thomsenland.
Op ongeveer 28 kilometer naar het noorden ligt de Canongletsjer en op ongeveer 25 kilometer naar het noorden ligt de Tvegegletsjer.